# August Grubitz
August Grubitz (* 1876; † 1946) war ein deutscher Architekt.

## Leben

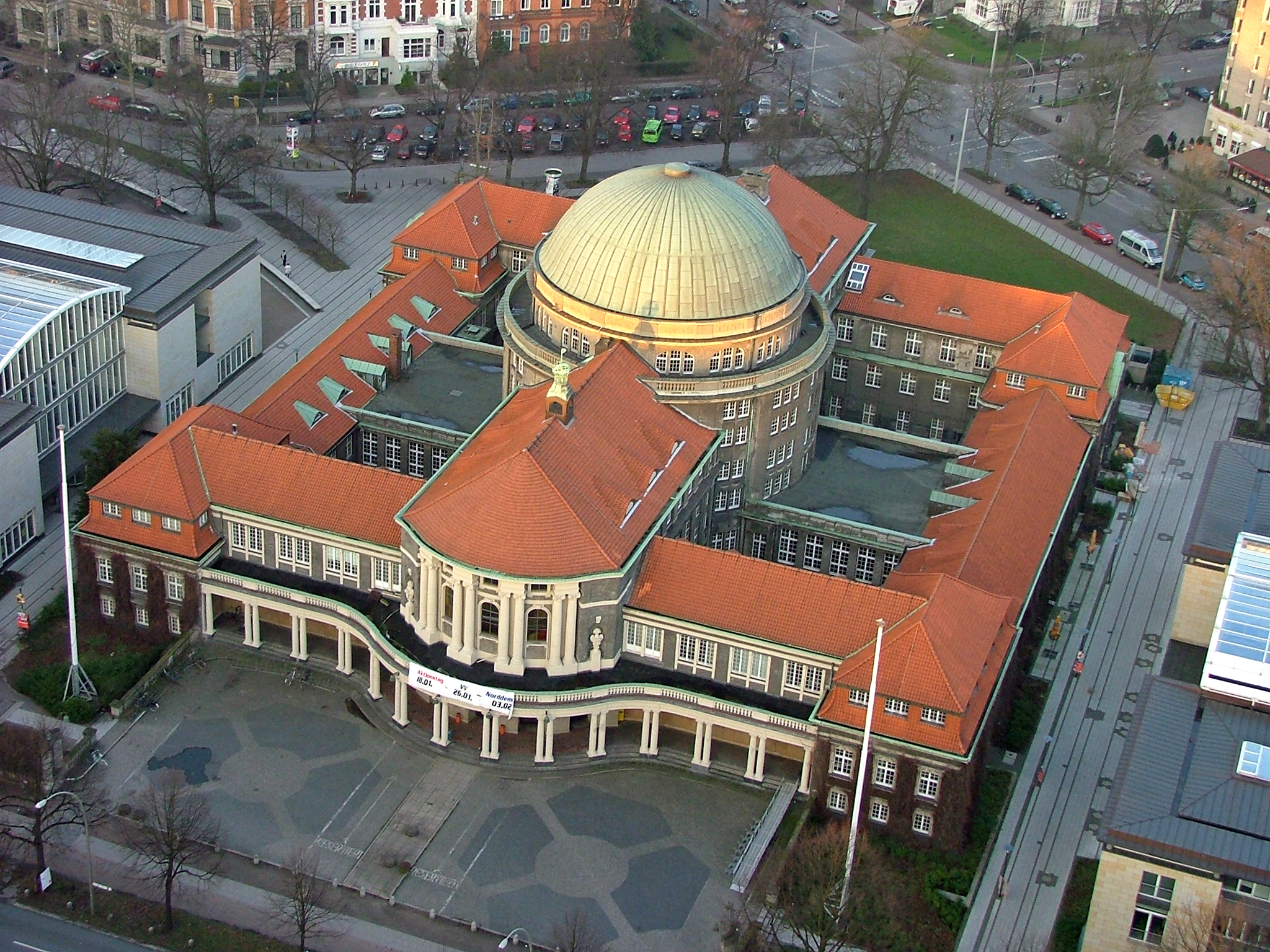
Hauptgebäude der Universität Hamburg

Mit seinem Studienfreund Hermann Distel (1875–1945) unternahm er 1903 eine längere Italienreise. 1905 gründeten die beiden in Hamburg das Architekturbüro Distel und Grubitz mit Sitz am Alsterdamm 2, dem heutigen Ballindamm. Erste Aufträge ab 1907 waren Landhäuser im Harburger Raum, darunter das private Wohnhaus von dem Bauunternehmer August Prien. Ihr Karrieredurchbruch war in den Jahren 1909 bis 1911 die Errichtung des Hauptgebäudes der Universität Hamburg. Dem Bau des Hauptgebäudes war 1907/08 ein Wettbewerb vorausgegangen, den das Architekturbüro Diestel & Grubitz gewann. Mitglieder des Preisgerichts waren unter anderem Theodor Fischer, Gabriel von Seidl, Friedrich von Thiersch und Ludwig Hoffmann. 1929 löste Grubitz die gleichberechtigte Partnerschaft zu Distel auf und war lediglich als Angestellter mit kleiner Gewinnbeteiligung tätig in der Büroorganisation. Zum 31. Januar 1932 wurde Grubitz von Distel dann endgültig „infolge der dir bekannten katastrophalen wirtschaftlichen Verhältnisse meines Büros und der Unübersichtlichkeit des kommenden Jahres“ gekündigt und Distels Sohn Walter trat 1933 als Architekt in das An der Alster 86 gelegene Büro ein, welches jedoch weiterhin firmierte unter Distel & Grubitz.
Laut der umfangreichen Monografie „Von Bergedorf nach Germania. Hermann Distel 1875-1945: Ein Architektenleben in bewegter Zeit“ von Peter R. Pawlik setzte sich Grubitz mit Beginn des Zweiten Weltkrieges in Stuttgart zur Ruhe [und] stirbt 1946.

### Bauten und Entwürfe (unvollständig)
- Wettbewerbsentwurf 1908, Ausführung 1909–1911: „Vorlesungsgebäude“ (seit 1919 Hauptgebäude der Universität Hamburg), Edmund-Siemers-Allee 1[6]
- 1911/1912: Entwurf des Verwaltungsgebäudes auf dem Werftgelände von Blohm + Voss in Hamburg-Steinwerder
- 1911/1912: Villa Süchting in Hamburg-Rotherbaum in der Heimhuder Straße 71[7]
- 1911/1912: Landhaus Mahr Hamburger im Stadtteil Bergstedt
- 1912: Entwurf St. Stephanus (Hamburg-Eimsbüttel)
- 1912/1913: Pläne der Eisenkonstruktion für die Doppelhalle für Luftschiffe, die sogenannte Zeppelinhalle auf dem Lufthafengeländes in Groß Borstel[8][9]
- Reihen und Doppelhäuser in der Wensenbalken-Siedlung[10]
- 1915: Ursprünglicher Entwurf des Emilie-Wüstenfeld-Gymnasiums in Eimsbüttel
- 1920/1926: Montanhof an der Niedernstraße/Kattrepel in Hamburg-Mitte
- 1924/1925: AOK-Gebäude (Borgfelde)
- 1926: Umbau des Bühnenhauses der Hamburger Staatsoper
- 1928/1929: Umsetzung der Entwürfe in der Jarrestadt ein Gebäude zwischen der Hölderlinsallee, Stammannstr., Jean-Paul-Weg und Jarrestrasse[11]
- 1928–1931: Erweiterungs-Neubau des Israelitischen Krankenhauses in Hamburg in Hamburg-St. Pauli